# Шостакове (Звенигородський район)
Шостако́ве — село в Україні, в Катеринопільській селищній громаді Звенигородського району Черкаської області. Населення становить 497 осіб.